# SSAB
SSAB AB, (anciennement Svenskt Stål AB), est un groupe sidérurgique suédois, le premier producteur d'acier de la région nordique. La société est cotée à la Bourse de Stockholm. son premier actionnaire est l'État suédois via la société minière publique LKAB qui détient 16 % du capital en mai 2021, est une entreprise suédoise de sidérurgie.

## Histoire
C'est en 1878 que Domnarvets Jernverk crée une petite entreprise artisanale qui, en 1899, démarre la production de tôles en acier. En 1913, un groupe d'actionnaires privés fondent la société Oxelösunds Järnverk AB qui produit 12,5 % de la fonte suédoise. La 1re usine sidérurgique d'Oxelösund est construite entre 1914 et 1919, comprenant un haut fourneau, une cokerie, une centrale électrique et des ateliers mécaniques. En 1921, la production tombe à 21 000 tonnes. La Première Guerre mondiale et de la récession qui a suivi ont durement frappé Domnarvets Jernverk. En 1939, juste avant le début de la Seconde Guerre mondiale, Domnarvets Jernverk a produit 200 000 tonnes d'acier mais, en 1940, plusieurs ateliers sont fermés en raison du manque de matières premières.
En 1941, l'État suédois décide de produire de la fonte à Luleå et deux fours électriques sont prévus pour être mis en service en 1943/45 mais le premier haut fourneau ne sera opérationnel qu'en 1951. Un laminoir fin à fil Thomasverket est mis en service sur le site de Luleå en 1953.
En 1955, le groupe Gränges AB devient le nouveau propriétaire de la société et installe, dans les années 1960, des laminoirs à chaud et à froid et des fours de laminage à froid. Les produits fabriqués à partir du laminoir à froid sont appelés Zinnja et Plannja. En 1972, la production atteint 500 000 tonnes. À partir de 1974, les aciers trempés sont commercialisés sous la marque Hardox.

### La crise de l'acier des années 1970
Dès le début des années 1970, la conjoncture économique commençait à donner des signes de ralentissement. La sidérurgie allait connaître une profonde crise avec une récession du marché mondial de l'acier pendant les années 1973 à 1975 avec une rechute au début des années 1980 liée à la fin de l'expansion économique de l'après Seconde Guerre mondiale et au premier choc pétrolier de 1973, aggravé par le deuxième choc pétrolier de 1979. La sidérurgie mondiale ne se relèvera qu'au milieu des années 1980.
Les prix de l'acier ont chuté de manière significative, le marché étant devenu saturé par la demande antérieure, et de nombreuses aciéries du monde occidental ont dû fermer leurs portes. Parmi les régions les plus touchées par la crise de l'acier, on trouve la Rust Belt aux États-Unis, les Midlands au Royaume-Uni, la Ruhr en Allemagne de l'Ouest et le Bergslagen en Suède.
En Suède, les usines sidérurgiques avaient une production fragmentée et manquaient de fonds pour les investissements nécessaires. La société Statliga Norrbottens Järnverk AB (NJA) avait un outil industriel obsolète et était constamment déficitaire, tandis que les sociétés Gränges AB et Oxelösunds Järnverks AB étaient en faillite. Aucun des propriétaires ne souhaitait ni ne pouvait investir dans son entreprise. Un audit sur la sidérurgie a été commandé par l'État suédois qui a proposé, dans ses conclusions, la création d'un groupe sidérurgique public fruit de la nationalisation des entreprises du secteur. Le directeur général de NJA, Björn Wahlström, a été chargé de diriger les négociations pour la reprise de ces sociétés.

### La nationalisation
En 1978, le gouvernement suédois décide de nationaliser l'industrie sidérurgique du pays et fonde la société Svenskt Stål AB (SSAB) qui intègre les activités sidérurgiques de Stora Kopparbergs Bergslags AB (les mines et l'aciérie Domnarvets Jernverk), de Gränges AB (mines, usines sidérurgiques d'Oxelösund et compagnie ferroviaire TGOJ (sv)) et de l'entreprise publique Norrbottens Järnverk AB (NJA) à Luleå. Ce n'est qu'en 1982 que la société SSAB dévoilera un bilan positif. L'un des investissements les plus importants a été réalisé dans l'usine de tôles de Borlänge pour fabriquer des tôles automobiles de meilleure qualité.
En 1988, SSAB a de nouveau été réorganisée. Les aciéries de Luleå et Borlänge ont été fusionnées dans la filiale SSAB Tunnplåt AB et l'aciérie d'Oxelösund est devenue une filiale nommée SSAB Oxelösund AB. Une troisième filiale, SSAB Profiler, a également été créée, mais elle a été vendue à Ovako Steel AB (en). L'usine électro-sidérurgique de Domnarvet a été fermée en 1989.
Une fois l'entreprise devenue rentable en 1989, elle a été cotée en bourse et, en 1992, l'État suédois a vendu ses actions.

### Croissance externe
En 2008, SSAB rachète l'américain IPSCO, qui possède des aciéries à Montpellier dans l'Iowa et à Mobile en Alabama. Les deux aciéries produisaient des tôles lourdes à base de ferraille avec fusion électrique sans haut fourneau.
En janvier 2014, SSAB lance une OPE sur son concurrent finlandais Rautaruukki, société sidérurgique produisant 2,6 millions de tonnes d'acier par an. La société est rachetée pour un montant de 1,6 Mds US$,. La société d'État finlandaise Solidium est ainsi devenue le troisième actionnaire de SSAB après Industrivärden (sv) et LKAB. Parmi les anciens sites de production de Rautaruuki, l'aciérie de Brahestad et l'usine de tôles et de tuyaux de Tavastehus ont été conservées.
Le siège social de la filiale SSAB Europe est situé à Hämeenlinna en Finlande.
Le 11 mai 2021, le principal actionnaire de SSAB AB, Industrivärden est sorti du capital de SSAB AB. C'est ainsi que la société minière étatique suédoise, LKAB, est devenue le premier actionnaire de SSAB AB avec seulement 16 % du capital de la société.

## Produits et marques
Les principaux produits et marques de SSAB comprennent:
- Hardox
- Strenx
- Docol
- GreenCoat
- Toolox
- Armox
- SSAB Boron
- SSAB Domex
- SSAB Form
- SSAB Laser
- SSAB Weathering
- SSAB Multisteel
- Hardox In My Body
- My Inner Strenx
- Hardox Wearparts